# The 80s (album)
The 80s este un album de restituiri și o compilație promoțională a formației Transsylvania Phoenix, apărută la data de 31 august 2019, sub formă de compact disc. Materialul cuprinde piese compuse și înregistrate de formație în perioada de exil din Germania Federală, o parte dintre ele publicate în premieră pe un suport audio.

## Prezentare
În 1978, la un an după ce grupul Phoenix a părăsit clandestin România și s-a stabilit în Germania de Vest, trei dintre componenți (Josef Kappl, Erlend Krauser și Ovidiu Lipan Țăndărică) părăsesc formația în urma unei dispute stilistice cu liderul Nicolae Covaci, fiind dezamăgiți de aparentul insucces al vechilor creații din țară. Cei trei înființează grupul Madhouse, în timp ce Covaci reface formația, cunoscută acum ca Transsylvania Phoenix, și continuă să compună piese noi, de data aceasta cu versuri în limba engleză, destinate publicului din Occident. Alături de muzicieni de diferite naționalități (Bubi Dobrozemsky, Ulli Heidelberg, Ivan Kopilović, Mani Neumann, Meinolf Bauschulte, Tom Buggie, Sabin Dumbrăveanu), Covaci înregistrează în jurul anului 1980 piese noi, o parte dintre ele proiectate a face parte din opera rock Empire of Vampires. În anul următor, apare albumul Transsylvania, scos la casa de discuri Bacillus/Bellaphon Records, la înregistrări participând și bateristul Ovidiu Lipan (revenit alături de Covaci, ca urmare a destrămării grupului Madhouse). După realizarea acestui disc, formația se desparte din nou, Covaci concentrându-se mai mult pe pictură și sculptură. După câțiva ani, în 1987, Nicu Covaci și Josef Kappl reîncep colaborarea, fapt concretizat prin apariția a două single-uri la casa de discuri Extra Records & Tapes: Ballade for You/The Lark și, în anul următor, Tuareg/Mr. G's Promises. Aceste materiale conțin piese instrumentale, înregistrate în formulă restrânsă, în afară de chitara lui Covaci și de basul lui Kappl, restul instrumentelor fiind sintetizate electronic.
The 80s, apărut în august 2019, restituie perioada anilor '80, majoritatea pieselor incluse pe acest album fiind publicate în premieră pe suport compact disc. Pe coperta verso a CD-ului, apare un scurt text de prezentare în engleză, care se traduce astfel:
„Părăsit de colegii de formație, pe care i-a scos clandestin în Germania de Vest, punându-și propria viață în pericol, Nicu Covaci a refăcut Phoenix-ul și a continuat să scrie cântece noi în limba engleză. O parte dintre acestea au fost publicate pe discuri de vinil, altele sunt lansate acum pentru prima dată. În concertele live, câteva dintre vechile hit-uri în limba română erau cântate de asemenea, colegii germani din formație învățând din inimă versurile, iar ultima piesă este cel mai bun exemplu. ”—The 80s, CD, 2019 – Text de prezentare
The 80s conține 18 piese și este împărțit în trei secțiuni: The Album („Albumul”), The Singles („Discurile single”) și From the Old Tapes („De pe benzile vechi”). Prima parte, The Album (1–7), conține reluarea integrală, în variantă remasterizată, a LP-ului Transsylvania, lansat inițial în 1981. Dintre cele șapte piese, două provin din perioada de activitate din România, fiind însă reorchestrate și cu versuri traduse în engleză: „Gypsy Story” („Mica țiganiadă”) și „Wedding” („Nunta”). Partea a doua, The Singles (8–11), este alcătuită din patru piese instrumentale, apărute inițial pe discurile single Ballade for You/The Lark (1987) și Tuareg/Mr. G's Promises (1988). „Tuareg” și „Mr. G's Promises” figurează aici cu titlurile lor originale: „Afghanistan” și „Perestroika”. Partea a treia, From the Old Tapes (12–18), conține șapte piese din arhiva personală a lui Nicolae Covaci, publicate în premieră (în variantele lor originale) pe un suport audio. Imprimările datează, probabil, din anul 1980. „Empire of Vampires”, „Running” și „I Need a Friend” erau proiectate să facă parte din opera rock Empire of Vampires. Primele două au apărut pe discurile Phoenix în anii '90, în variante reorchestrate și cu textele originale în engleză. „I Need a Friend”, alături de „The Tale of Baba Novak”, „Morning Light” și „Bounty Man”, au fost refăcute mult mai târziu, cu versuri traduse în limba română, făcând parte din materialul pentru albumul Baba Novak (2005), unde figurează cu titluri noi: „Singur”, „Baba Novak”, „Zori de zi”, respectiv „Hăituit”. Discul se încheie cu „Strunga”, într-o variantă live din 1980, nepublicată anterior.
The 80s este o producție independentă a formației, editată cu sprijinul firmei DB Schenker, sub forma unui CD promoțional. Grafica materialului aparține lui Alexandru Daneș și reia pe un fundal negru fotografia folosită pentru coperta discului single Ballade for You/The Lark. The 80s a apărut odată cu reeditarea CD-ului compilație Phoenix International din 2013.

## Piese
1. Gypsy Story  · The Album · Transsylvania (1981)
2. Wanting  · The Album · Transsylvania (1981)
3. Would You Follow Me?  · The Album · Transsylvania (1981)
4. Tamara  · The Album · Transsylvania (1981)
5. Feel the Sound  · The Album · Transsylvania (1981)
6. Stars Dance  · The Album · Transsylvania (1981)
7. Wedding  · The Album · Transsylvania (1981)
8. The Lark  · The Singles · Ballade for You/The Lark (1987)
9. Ballade for You  · The Singles · Ballade for You/The Lark (1987)
10. Afghanistan  · The Singles · Tuareg/Mr. G's Promises (1988)
11. Perestroika  · The Singles · Tuareg/Mr. G's Promises (1988)
12. Empire of Vampires  · From the Old Tapes · needitată anterior (1980)
13. The Tale of Baba Novak  · From the Old Tapes · needitată anterior (1980)
14. Morning Light  · From the Old Tapes · needitată anterior (1980)
15. Running  · From the Old Tapes · needitată anterior (1980)
16. Bounty Man  · From the Old Tapes · needitată anterior (1980)
17. I Need a Friend  · From the Old Tapes · needitată anterior (1980)
18. Strunga (Live 1980)  · From the Old Tapes · needitată anterior (1980)

Muzică: Nicolae Covaci (1-7, 10-18); tradițional, aranjament Nicolae Covaci (8); Ciprian Porumbescu, aranjament Nicolae Covaci (9)

Versuri: Tom Buggie (1, 2, 5, 7, 12); Rolf Möntmann (1, 4, 6); John Kirkbride (3); Florin Bordeianu (6); John Lodge (13); Paul Jellis (15, 17); Vasile Alecsandri (18)
Observație: Pe coperta albumului, melodia populară „The Lark” / „Ciocârlia” (8) este atribuită lui Angheluș Dinicu, însă acesta doar a făcut cunoscută lucrarea. Ca textier al piesei „Stars Dance” (6) este trecut doar Florin (Moni) Bordeianu, nu și Rolf Möntmann. Versurile cântecului „The Tale of Baba Novak” (13) sunt atribuite lui John Kirkbride în loc de John Lodge. Pentru piesele „Morning Light” (14) și „Bounty Man” (16) nu sunt menționați autorii textelor.

## Componența formației
- Nicolae Covaci – chitară, solist vocal
- Tom Buggie / Josef Kappl – chitară bas
- Ovidiu Lipan Țăndărică / Meinolf Bauschulte – baterie
- Mani Neumann / Ulli Heidelberg – vioară, voce
- Sabin Dumbrăveanu / Bubi Dobrozemsky – violoncel
- Josef Kappl – claviaturi, programări și sample-uri
- Ivan Kopilović – voce